# Israel Salanter
Yisroel Lipkin noto anche come "Yisroel Salanter" o "Israel Lipkin" (Comune distrettuale di Joniškis, 3 novembre 1810 – Königsberg, 2 febbraio 1883), fondatore del Movimento Musar nell'ambito dell'Ebraismo ortodosso e rinomato Rosh yeshiva e talmudista.
L'epiteto Salanter gli fu aggiunto al nome poiché la maggior parte dei suoi studi si svolsero a Salant (ora città lituana dal nome Salantai), dove fu discepolo di Rabbi Yosef Zundel di Salant.
Tra i discepoli di Salanter è degno di nota Simcha Zissel Ziv.

## Opere pubblicate
Molti dei suoi articoli pubblicati sul giornale accademico "Tevunah" sono stati raccolti e pubblicati su Imrei Binah (1878). Il suo Iggeres HaMusar ("Lettere etiche") fu pubblicato per la prima volta nel 1858 e diverse volte successivamente. Molte delle sue lettere furono pubblicate su Ohr Yisrael ("La Luce di Israele") nel 1890 (edite da Rabbi Yitzchak Blazer). I suoi discepoli hanno raccolto molti suoi discorsi e li hanno pubblicati su Even Yisrael (1853) e su Eitz Peri (1880).